# Museo Arqueológico de Termo
El Museo Arqueológico de Termo es un museo que está en Termo, una población de Etolia, en Grecia.
Contiene una colección de periodos comprendidos entre la prehistoria y la época romana procedentes principalmente del santuario de Apolo en Termo, de algunos otros santuarios próximos y de algunas ciudades de Etolia.

## El proyecto
El Museo Arqueológico de Termo se llevó a cabo a partir de un proyecto de cooperación de la Unión Europea bajo la gestión del Eforado de Antigüedades de Etolia-Acarnania y Léucade. El edificio se terminó de construir en 2009 y la organización de la exposición permanente se llevó a cabo entre 2011 y 2015. La inauguración del museo tuvo lugar en 2016.

## Colecciones
El museo expone en varias secciones temáticas la evolución histórica del lugar donde se construyó el santuario de Apolo, desde los primeros signos de que el lugar empezó a ser habitado. Este santuario se convirtió en el centro religioso y político de la Liga Etolia.  
Una primera sección se centra en el entorno natural de la zona, así como algunos aspectos políticos relacionados con los límites del territorio y también se expone la historia de las excavaciones arqueológicas y de la fundación del museo. En ella destacan tres objetos prehistóricos —dos estatuillas y un molinillo de trigo de piedra— que se relacionan con la fertilidad de la tierra. Hay también una columna de bronce del siglo III a. C. con diferentes inscripciones en cada cara. En una de ellas hay un tratado de alianza entre etolios y acarnanios (260-250 a. C.) en el que además se define el límite de ambos en el río Aqueloo. En otro lado de la columna hay un arbitraje sobre los límites entre Eníadas y Metrópolis (235-232 a. C.)
La segunda sección alberga hallazgos del asentamiento que hubo en el lugar en la prehistoria desde el año 1700 a. C. Se exponen recipientes, herramientas, armas, el desarrollo de las estructuras arquitectónicas del lugar y unos pocos objetos relacionados con la vida religiosa. Este asentamiento fue destruido en torno al 1100-1050 a. C. 
La siguiente sección muestra los hallazgos y la estructura arquitectónica del nuevo asentamiento que se construyó en el lugar del antiguo, desde el periodo protogeométrico. Desde entonces se rindió culto a Apolo en este lugar. Los hallazgos sugieren además que esta divinidad tuvo funciones relacionadas con la guerra y como protector de los jóvenes. Se exponen numerosas armas y ofrendas votivas, algunas de las cuales muestran la riqueza y el prestigio social de sus oferentes. También se relacionan las funciones de Apolo en este santuario con las del dios oriental Reshef. De hecho, una estatua de esta divinidad se encontró en Termo, pero esta se halla en el Museo Arqueológico Nacional de Atenas.
A continuación, otra sección del museo expone la riqueza arquitectónica y decorativa de los diversos edificios que tuvo el santuario entre los siglos VII y II a. C. Del templo de Apolo, destacan las metopas del periodo arcaico temprano y los elementos decorativos del techo y del frontón del periodo clásico. Hay también figuras mitológicas procedentes de otros templos más pequeños que se construyeron en el lugar y algunos hallazgos procedentes de otros pequeños santuarios que se han encontrado en pueblos cercanos, Jrysovitsa y Taxiarjis.
Una quinta sección expone hallazgos procedentes de tumbas de ciudades de Etolia como Triconio, Acras, Metapa y Panfia. Destacan la rica diversidad de los recipientes de cerámica, bronce y otros materiales así como los objetos de oro.
Otra sección expone las características de la Liga Etolia, cuyo sistema político estaba basado en la autonomía, igualdad y paridad de sus ciudades. En la época de esta institución se construyeron nuevos edificios en el santuario de Apolo, como un buleuterio y varios pórticos, ya que este fue su centro político. Se exponen algunos elementos arquitectónicos, monedas, inscripciones y estatuas. 
La última sección contiene algunas ofrendas votivas y restos de estatuas que se salvaron de las dos destrucciones del santuario que tuvieron lugar en 218 y 206 a. C. provocadas por Filipo V de Macedonia. Se exponen los momentos del declive del santuario tras estas destrucciones y el posterior dominio romano sobre Etolia tras la batalla de Pidna.